# Andartikó
Andartikó, en grec moderne : Ανταρτικό, ou Zélovo (Ζέλοβο), est un village du dème de Préspes, district régional de Flórina, en Macédoine-Occidentale, Grèce. 
Selon le recensement de 2011, la population du village compte 84 habitants.